# Lauter (Bajorország)
Lauter település Németországban, azon belül Bajorországban. Lakosainak száma 1203 fő (2023. december 31.). Lauter Oberhaid községgel határos.

## Népesség
A település népessége az elmúlt években az alábbi módon változott:
| Lakosok száma | 332  | 493  | 632  | 1021 | 1147 | 1153 | 1150 | 1158 | 1118 | 1203 |
|               | 1875 | 1950 | 1975 | 1987 | 2012 | 2014 | 2016 | 2017 | 2021 | 2023 |